# Зарина Семенюк
Семенюк Зоряна Іванівна (псевдонім Зарина Семенюк, англ. Zoriana Semeniuk, 9 жовтня 1986) — президент Ukrainian Fashion Association, засновниця премій Ukrainian Fashion Industry Awards та Odessa Fashion Awards, організаторка Odessa Fashion Week та Fashion Star Show, головний редактор журналів Ukrainian Fashion та Deutsch Fashion, продюсер телеканалів Odessa Fashion та Fashion Star TV Europe. 

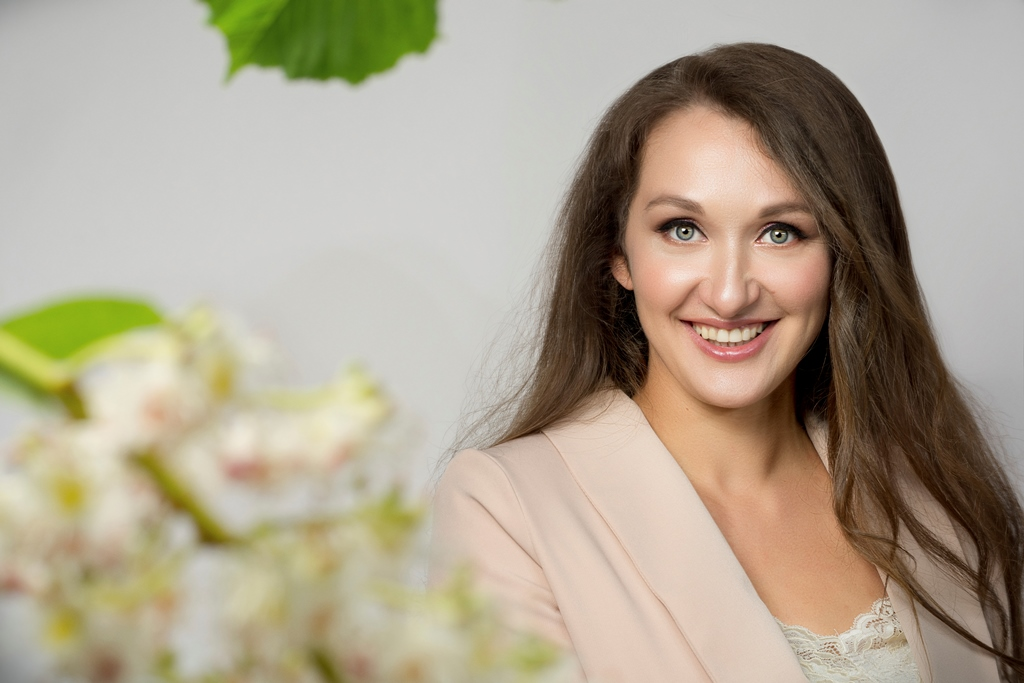
Зоряна Семенюк, Odessa Fashion Week FW 2020

## Біографія
Зоряна Семенюк народилася 09 жовтня 1986 року в с. Червонознам'янка, Одеська область, Україна. У громадянському шлюбі має 4 синів (Максим Акєль, Артем Акєль, Алі Акєль, Амір Акєль). У 2022 році внаслідок повномасштабної війни росії проти України переїхала з сім'єю до Німеччини, місто Берлін.

### Освіта
- 2003-2007: Одеський інститут фінансів, бакалавр з фінансів з відзнакою, м.Одеса;
- 2007-2009: Український державний університет фінансів та міжнародної торгівлі, магістр з фінансів з відзнакою, м. Київ.
- 2020-2021: Київський Університет імені Бориса Грінченка, освітня програма «Прогнозування моди», магістр дизайну з відзнакою, м. Київ.

## Професійна діяльність

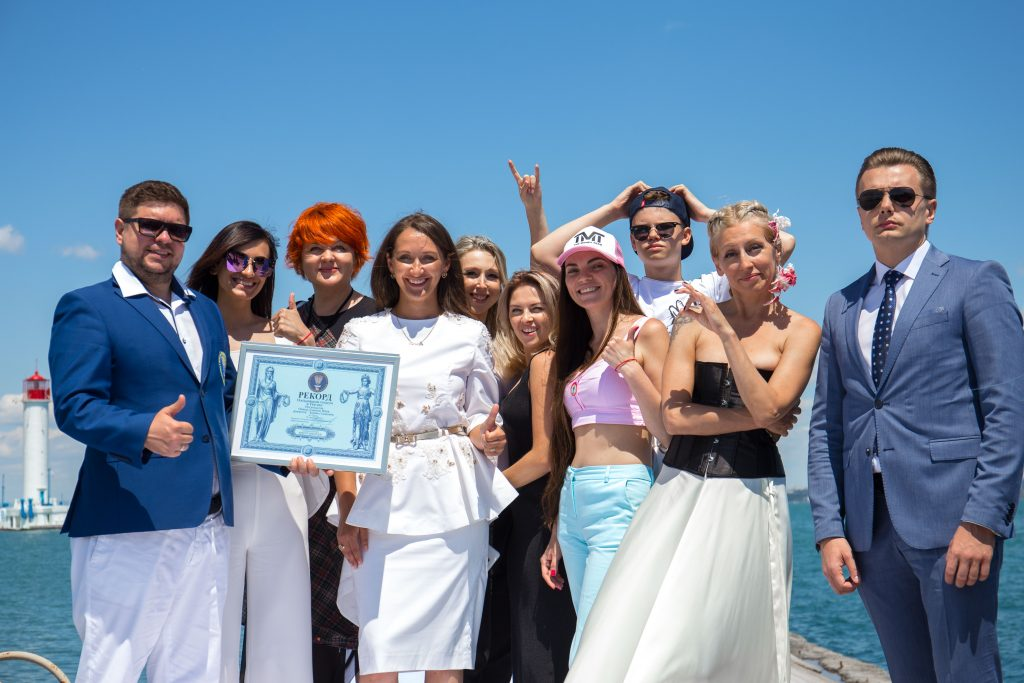
Встановлення національного рекорду: "Найдовший подіум в Україні", 15.07.2017 р.

У 2012 році заснувала Ukrainian Fashion Academy (ТОВ «Українська Академія індустрії моди») - освіта в області стилю, дизайну та ведення бізнесу в галузі моди. Підвищення кваліфікації та перекваліфікація слухачів за напрямками: дизайн одягу, взуття, сумок та аксесуарів, стилістика, іміджмейкінг, ювелірний дизайн, бізнес в сфері моди.
З 2016 році є засновницею та організаторкою Odessa Fashion Week (ТОВ «Одеський тиждень моди») - професійного тиждня моди в Одесі, який покликаний сприяти розвитку індустрії моди, просуваючи українські торгові марки одягу, взуття та аксесуарів на всеукраїнський та міжнародні ринки. Захід побудовано на професійних принципах організації тижнів мод, прийнятих у світовій fashion-індустрії та являє собою єдиний професійну майданчик в Одесі для дизайнерів, об'єднуючи в єдиному циклі всі необхідні маркетингові стратегії просування для збільшення продажів.
Також у 2016 році Зоряна Семенюк заснувала всеукраїнський журнал Ukrainian.Fashion, метою якого є популяризація українськуої моди за допомогою головних інсайдерів українського fashion-бізнесу.
У 2018 році Українська Академія індустрії моди стала телеорганізацією та отримала ліцензію на мовлення кабельного телеканалу Odessa Fashion.
З 2019 року Зоряна Семенюк є президентом, головою правління громадської організації «Всеукраїнська Асоціація індустрії моди» (Ukrainian Fashion Association), яка є добровільним об’єднанням фізичних осіб, створеним для здійснення та захисту прав і свобод людини та громадянина, задоволення суспільних, зокрема, економічних, соціальних, культурних, освітніх та інших інтересів своїх членів та/або інших осіб. Головною метою Ukrainian Fashion Assiciation є сприяння розвитку індустрії моди, консолідація й промоція українських дизайнерів (торгових марок) та інших представників індустрії моди в Україні та світі.
У 2019 році заснувала щорічну Церемонію нагородження кращих представників індустрії моди України - Ukrainian Fashion Industry Awards, яка присуджується за професійні та творчі досягнення в галузі моди, а також за внесок у розвиток індустрії моди в Україні.
У 2021 року заснувала всеукраїнський телеканал Fashion Star TV, який з 2022 року був реорганізований в Fashion Star TV Europe (Berlin, Germany).
У 2021 році також заснувала щорічну Церемонію нагородження найкращих представників fashion-індустрії Одеського регіону - Odessa Fashion Awards.
У 2022 році заснувала онлайн видання про моду та fashion-бізнес у Німеччині - Deutsch.Fashion.

## Відзнаки

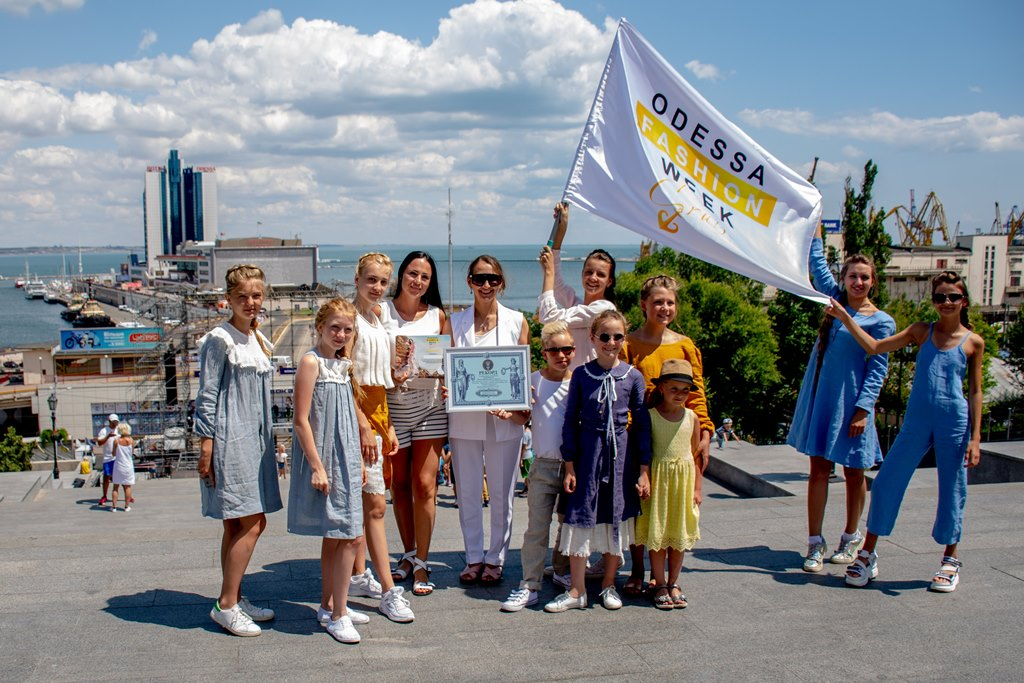
Рекорди: "Найбільша кількість (525) моделей на Потьомкінских сходах" та "Найбільша кількість дизайнерів в рамках тижня моди", 11.07.2019

Зоряна Семенюк з кожним заходом Odessa Fashion Week підтверджує високу оцінку якості надання послуг з організації показів мод в Одесі та розвитку індустрії моди в Україні в цілому, що підтверджують такі високі нагороди як:
- Грамота Одеської обласної державної адміністрації «за вагомі досягнення у професійній діяльності та особистий внесок у розвиток індустрії моди Одеської області», 2016
- Подяка Міністерства культури України «за сприяння у розвитку індустрії моди в регіоні, популяризацію професій модної індустрії, відкриття і підтримку молодих дизайнерів», 2017
- Почесна грамота Голови Одеської міської ради «за сумлінну плідну працю, високий професіоналізм, вагомий внесок у розвиток міжнародних відносин в сфері індустрії моди і сприяння зміцненню міжнародного авторитету міста Одеси», 2017;
- Диплом та книга Національного реєстру рекордів України за встановлення Рекорду: «Найдовший подіум в Україні» (612 метрів)[31][32], 15.07.2017
- Подяка Міністерства молоді та спорту України за «вагомий внесок у реалізацію молодіжної політики, створення умов для творчого розвитку молоді, активну участь в популяризації української культури і залучення молоді до суспільно значущої діяльності», 2017
- Перемога в щорічному конкурсному відборі премії Одеської області «Творча молодь Одещини 2018» в двох номінаціях: «Творчий проект року» та «Організація року»[33][34], 2018
- Диплом та книга Національного реєстру рекордів України за встановлення Рекорду: «Найбільша кількість моделей на Потьомкінських сходах» (525 моделей)[35][36][37], 11.07.2019
- Диплом та книга Національного реєстру рекордів України за встановлення Рекорду: «Найбільша кількість дизайнерів у рамках тижня моди» (108 дизайнерів)[38][39], 11.07.2019
- Лауреат Odessa Fashion Awards у номінації «За вагомий внесок у розвиток індустрії моди Одеського регіону»[3], 2021
- Лауреат Ukrainian Fashion Industry Awards у номінації «За вагомий внесок у розвиток індустрії моди України», 2022

## Інтерв'ю та авторські статті

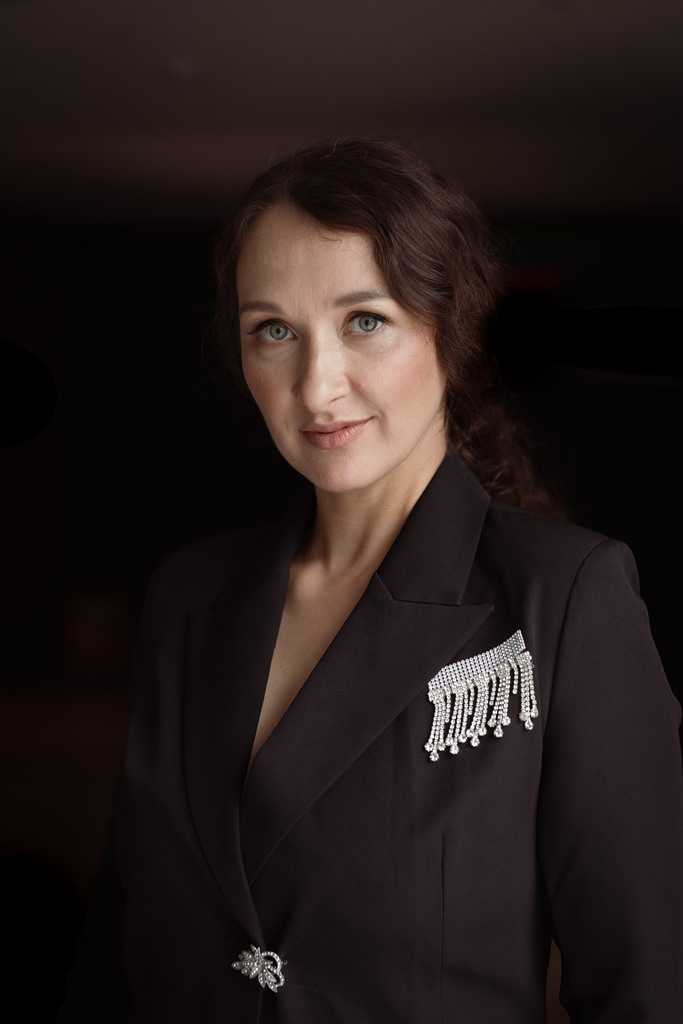
Zoriana Semeniuk для Vogue Ukraine, 2023

- Зарина Семенюк о том, как создавалась профессиональная неделя моды в Одессе[40]
- Стратегия  развития Одессы, как культурной и модной столицы Украины[41]
- Торговому знаку #FashionWeek быть или не быть?![42]
- Digest 10 сезонов Odessa Fashion Week[43]
- Зарина Семенюк отмечает свой профессиональный юбилей в модной индустрии[44]
- Digital Fashion Show: преимущества[45]
- Тенденции цифровой моды[46]
- Odessa Fashion Week пройде вже вдвадцяте[47]